# Äppelbo kyrka

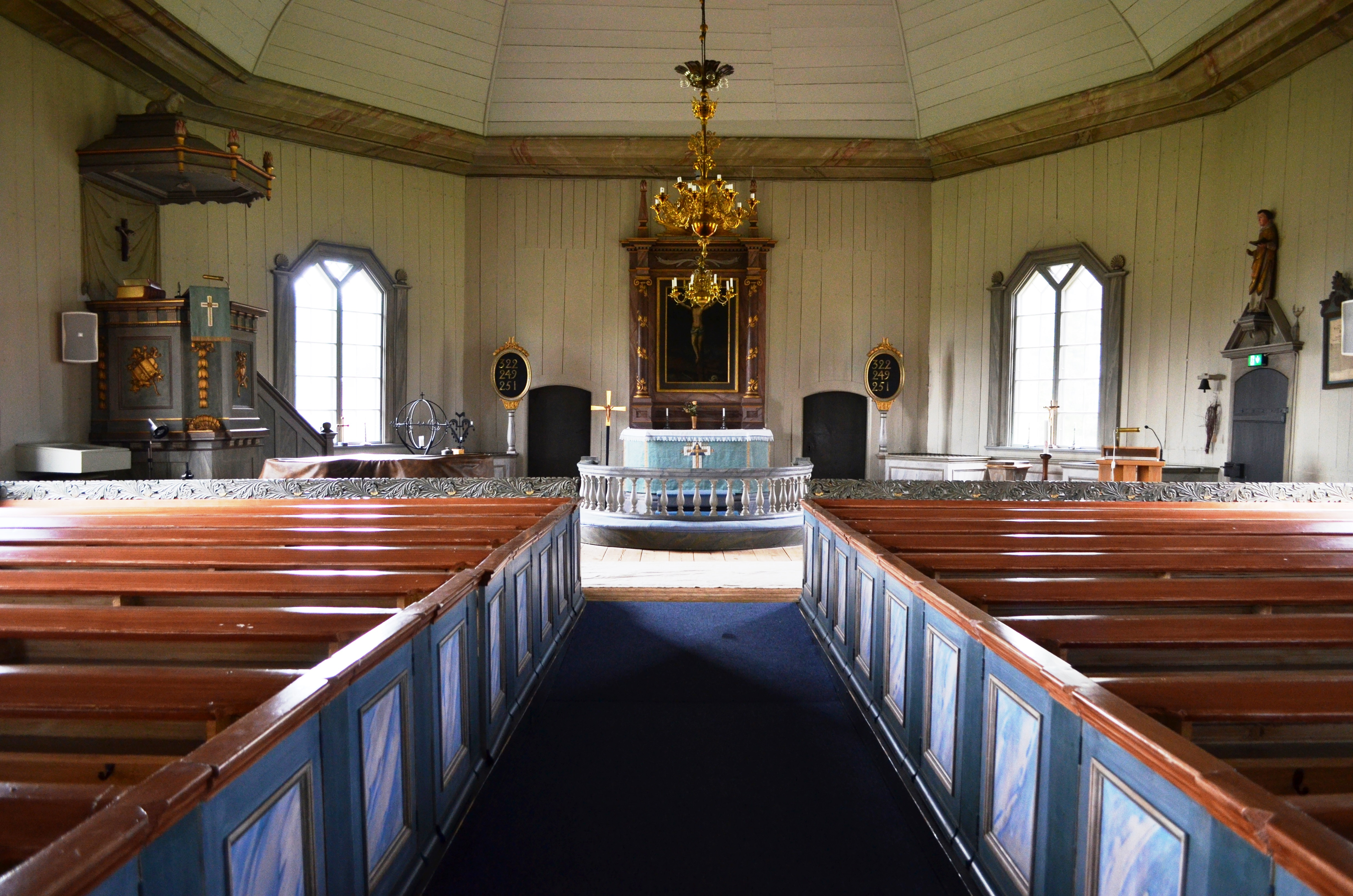
Äppelbo kyrkorum

Äppelbo kyrka är en kyrkobyggnad i samhället Äppelbo cirka en mil från Vansbro mot Malung. Den är församlingskyrka i Järna med Nås och Äppelbo församling i Västerås stift. 

## Kyrkobyggnaden
Första kyrkobyggnaden på platsen var ett kapell uppfört vid mitten av 1500-talet. Kapellet byggdes till 1664 och enligt en karta från 1682 låg det på samma plats som nuvarande kyrka.
Nuvarande och större träkyrka uppfördes 1771 och ersatte tidigare kapell. Kyrkan består av ett enskeppigt långhus med avskurna hörn, vilket ger byggnadskroppen en utdragen, oktogonal planform. Vid östra sidan finns en vidbyggd sakristia som troligen tillkommit någon gång före år 1800. I väster finns kyrktornet som är uppfört 1887. Tornet i nygotisk stil är byggt i stolpkonstruktion och pryds med snickeriarbeten. Långhus och torn vilar på en grund av granit. En ingång finns i väster och går genom tornet. Ännu en ingång går genom en förstuga i långhusets sydöstra del. Långhuset och sakristian är rappade med kalkputs, medan tornet är brädfodrat med vitmålad locklistpanel. Långhuset täcks av ett brant, spåntklätt sadeltak, som är valmat vid västra sidan såväl som den östra. Sakristian täcks av ett spånklätt sadeltak. Tornet kröns av en huv med spira som är klädda med kopparplåt. I huven finns inbyggda tornur åt varje väderstreck. 
Kyrkorummet är brädklätt och innertaket täcks av ett tunnvalv. Högaltaret flankeras av två dörröppningar till den bakomliggande sakristian. I kyrkorummets västra del finns en läktare med utskjutande mittparti, buren av träkolonner. Största ombyggnaden genomfördes på 1880-talet under ledning av byggmästare Björk Anders Jonsson då kyrktornet uppfördes och en tidigare klockstapel revs. På de äldre byggnadskropparna vitputsades ytterväggarna och innerväggarna brädkläddes. Vid en restaurering 1930 efter förslag av arkitekt Magnus Dahlander dämpades kyrkans nygotiska karaktär. Fönstrens spetsiga överdelar sattes igen. Tornet rappades och målades vitt för att bättre harmoniera med övriga byggnadskroppar. Yttre fönsterbågarna på långhuset försågs med antikglas. Kyrkorummet fick en ny färgsättning och sluten bänkinredning sattes in. Nytt altare byggdes och en ny predikstol tillkom. Vid en restaurering 1982 fick kyrkans exteriör sin nuvarande skepnad. Kyrktornets puts knackades bort och den ursprungliga brädfodringen togs åter fram. Vissa av tornets snickerier återskapades. Tornfönstren återfick spetsiga överstycken, medan långhusets exteriör behölls oförändrad.

## Inventarier
- Nuvarande dopfunt färdigställdes 1930 efter ritningar av arkitekt Magnus Dahlander. Funten är utformad som en snidad piedestal på tassar med marmorerad och förgylld dekor. I sakristian förvaras en äldre dopfunt.
- Nuvarande predikstol byggdes 1930 efter ritningar av Magnus Dahlander. Kyrkans ursprungliga altarpredikstol förvaras i tornkammaren.
- Orgeln med 18 stämmor är tillverkad av A Magnussons orgelbyggeri och installerad 1991.

| Man I. Huvudverk C-g3 | Man II. Svällverk C-g3 | Pedal C-f1      | Koppel  |
| --------------------- | ---------------------- | --------------- | ------- |
| Principal 8'          | Rörflöjt 8'            | Subbas 16'      | II/I    |
| Hålflöjt 8'           | Salicional 8'          | Principalbas 8' | II/P    |
| Oktava 4'             | Flöjt oktaviant 4'     | Borduna 8'      | I/P     |
| Täckflöjt 4'          | Nasard 2 2/3'          | Skalmeja 4'     | II16'/I |
| Oktava 2'             | Waldflöjt 2'           |                 |         |
| Mixtur III            | Ters 1 3/5'            |                 |         |
| Corno 8'              | Oboe 8'                |                 |         |
|                       | Tremulant              |                 |         |

- Främsta inventarium är en brudkrona.

### Webbkällor
- Kulturhistorisk karakteristik Äppelbo kyrka
- Vansbro kommun
- www.appelbo.net